# Dirk Alvermann (historien)
Pour le photographe, producteur et écrivain allemand, voir Dirk Alvermann.
Dirk Alvermann (né le 24 décembre 1965 à Berlin et mort le 17 octobre 2023) est un historien et archiviste allemand.

## Biographie
Dirk Alvermann est le fils du photographe Dirk Alvermann. À partir de 1988, il étudie l'archivistique et l'histoire à l'Université Humboldt de Berlin et à l'Università degli Studi La Sapienza à Rome. En 1993, il réussit l'examen de maîtrise à Berlin. Alvermann reçoit une bourse de l'Institut historique allemand de Rome en 1994. En 1995, il obtient son doctorat à Berlin avec une thèse inspirée par Eckhard Müller-Mertens (de) et supervisée par Michael Borgolte (de) sur le sujet de l'intégration impériale et de la pratique du règne sous l'empereur Otton II. Par la suite, Alvermann travaille aux Archives d'État de Greifswald (de) et aux Archives d'État de Magdebourg - Archives principales d'État. Depuis 1998, il est directeur des archives de l'université de Greifswald (de). Alvermann est membre de la Commission historique de Poméranie et de 2001 à 2011, il est rédacteur en chef du conseil d'administration des Baltische Studien de la Société d'histoire, d'antiquité et d'art de Poméranie. Depuis 2011, il est assesseur au conseil d'administration de la société.
Ses principaux intérêts de recherche sont la diplomatie médiévale, l'archivistique ainsi que l'histoire nationale de la Poméranie et l'histoire universitaire. Dans sa thèse, il utilise les méthodes d'analyse d'itinéraire pour étudier la structure de l'empire de Müller-Merten et la pratique dirigeante d'Otton II. Il se concentre non seulement sur la région alpine du nord, mais inclut également l'Italie dans ses réflexions. Alvermann déclare dans le résultat que « les caractéristiques structurelles de l'empire est-allemand de Franconie, que Müller-Mertens décrit sur la base de l'itinéraire d'Otton I, sont également confirmées pour le règne d'Otton II ». Cependant, il existe « des discontinuités partielles en ce qui concerne la structure de l'empire et la pratique du gouvernement ». Sous Otton II, toute la Thuringe devient une zone de domination royale. Les deux duchés du sud de l'Allemagne de Bavière et de Souabe restent sous Otton II des zones éloignées de la domination royale. Surtout lors des grandes fêtes de l'église, Otton II recherche les « zones politiques centrales » dans le nord. L'Italie est une "phase de développement et de construction" pour le règne d'Otton I et de son fils. La présence à Salerne est « peut-être le signe le plus frappant d'une intensification de la domination dans le sud lombard » sous Otton II Avec l'historien Nils Jörn, Dirk Alvermann est l'éditeur du Biographisches Lexikon für Pommern (de).

## Travaux (sélection)
Monographies
- Königsherrschaft und Reichsintegration. Eine Untersuchung zur politischen Struktur von regna und imperium zur Zeit Kaiser Ottos II. (967) 973–983 (= Berliner historische Studien. Bd. 28). Duncker und Humblot, Berlin 1998  (ISBN 3-428-09190-6) (Zugleich: Berlin, Humboldt-Universität, Dissertation, 1995).

Éditions
- „... die letzten Schranken fallen lassen“. Studien zur Universität Greifswald im Nationalsozialismus. Böhlau, Köln u. a. 2015  (ISBN 978-3-412-22398-4).
- mit Karl-Heinz Spieß (de): Quellen zur Verfassungsgeschichte der Universität Greifswald. (= Beiträge zur Geschichte der Universität Greifswald. Bd. 10, 1–3). 3 Bände. Steiner, Stuttgart 2011–2014;
  - Band 1: Benjamin Müsegades, Sabine-Maria Weitzel: Von der Universitätsgründung bis zum Westfälischen Frieden. 1456–1648. 2011  (ISBN 978-3-515-09655-3);
  - Band 2: Marco Pohlmann-Linke, Sabine-Maria Weitzel: Die schwedische Großmachtzeit bis zum Ende des Großen Nordischen Krieges 1649–1720. 2012  (ISBN 978-3-515-09834-2);
  - Band 3: Sabine-Maria Weitzel, Marco Pohlmann-Linke: Von der Freiheitszeit bis zum Übergang an Preußen 1721–1815. 2014  (ISBN 978-3-515-10420-3).
- mit Irmfried Garbe: Ernst Moritz Arndt. Anstöße und Wirkungen (= Veröffentlichungen der Historischen Kommission für Pommern. Reihe 5: Forschungen zur Pommerschen Geschichte. Bd. 46). Böhlau, Köln u. a. 2011  (ISBN 978-3-412-20763-2).
- mit Karl-Heinz Spieß: Bausteine zur Greifswalder Universitätsgeschichte. Vorträge anlässlich des Jubiläums „550 Jahre Universität Greifswald“ (= Beiträge zur Geschichte der Universität Greifswald. Bd. 8). Steiner, Stuttgart 2008  (ISBN 978-3-515-09151-0).
- mit Nils Jörn und Jens E. Olesen: Die Universität Greifswald in der Bildungslandschaft des Ostseeraums (= Nordische Geschichte. Bd. 5). Lit, Berlin u. a. 2007  (ISBN 978-3-8258-0189-2).
- mit Irmfried Garbe und Manfred Herling: Gerhardt Katsch: Greifswalder Tagebuch 1946–47. Ludwig, Kiel 2007  (ISBN 978-3-937719-70-2) (Mehrere Auflagen).
- mit Birgit Dahlenburg: Greifswalder Köpfe. Gelehrtenporträts und Lebensbilder des 16.–18. Jahrhunderts aus der pommerschen Landesuniversität. Hinstorff, Rostock 2006  (ISBN 3-356-01139-1) (Rezension).